# Прямоугольный дельтоид

Прямоугольный дельтоид с описанной и вписанной окружностями. Углы при вершинах слева и справа прямые.

Прямоугольный дельтоид — это дельтоид (четырёхугольник, стороны которого можно сгруппировать в две пары смежных сторон одинаковой длины), который может быть вписан в окружность. То есть это дельтоид с описанной окружностью (вписанный дельтоид). Тогда прямоугольный дельтоид является выпуклым четырёхугольником и имеет два противоположных прямых угла.

## Вписанная окружность
Все прямоугольные дельтоиды являются вписанно-описанными четырёхугольниками (у которых есть описанная и вписанная окружность), поскольку все дельтоиды имеют вписанную окружность. Одна из диагоналей (которая служит осью симметрии) делит прямоугольный дельтоид на два прямоугольных треугольника и является также диаметром описанной окружности.
В описанном четырёхугольнике (то есть обладающем вписанной окружностью), четыре отрезка между центром вписанной окружности и точками касания четырёхугольника разбивают четырёхугольник на четыре прямоугольных дельтоида.

## Специальный случай
Специальным случаем прямоугольных дельтоидов являются квадраты, у которых диагонали имеют одинаковую длину и вписанная и описанная окружности концентричны.

## Описание
Дельтоид является прямоугольным дельтоидом тогда и только тогда, когда он имеет описанную окружность (по определению). Это эквивалентно тому, что дельтоид имеет два противоположных прямых угла.

## Формулы
Поскольку прямоугольный дельтоид можно разбить на два прямоугольных треугольника, следующие формулы легко получаются из хорошо известных свойств прямоугольных треугольников. В прямоугольном дельтоиде ABCD, где два противоположных угла B и D прямые, два других угла могут быть вычислены из
{\displaystyle \tan {\frac {A}{2}}={\frac {b}{a}},\qquad \tan {\frac {C}{2}}={\frac {a}{b}}},
где a = AB = AD и b = BC = CD. Площадь прямоугольного дельтоида равна
{\displaystyle \displaystyle K=ab.}
Диагональ AC, которая является осью симметрии, имеет длину
{\displaystyle p={\sqrt {a^{2}+b^{2}}}}
и, поскольку диагонали перпендикулярны (так что прямоугольный дельтоид является ортодиагональным четырёхугольником с площадью {\displaystyle K={\frac {pq}{2}}}), другая диагональ BD имеет длину
{\displaystyle q={\frac {2ab}{\sqrt {a^{2}+b^{2}}}}.}
Радиус описанной окружности равен (согласно теореме Пифагора)
{\displaystyle R={\tfrac {1}{2}}{\sqrt {a^{2}+b^{2}}}}
и, поскольку все дельтоиды являются описанными, радиус вписанной окружности задаётся формулой
{\displaystyle r={\frac {K}{s}}={\frac {ab}{a+b}}},
где s является полупериметром.
Площадь задаётся в терминах радиуса R описанной окружности и радиуса r вписанной окружности как.
{\displaystyle K=r(r+{\sqrt {4R^{2}+r^{2}}}).}
Если мы обозначим отрезки на диагоналях от точки пересечения до вершин по часовой стрелке через {\displaystyle d_{1},d_{2},d_{3},d_{4}}, то 
{\displaystyle d_{1}d_{3}=d_{2}d_{4}}
Это прямое следствие теоремы о среднем геометрическом.

## Двойственность
Двойственным многоугольником для прямоугольного дельтоида является равнобочная трапеция.

## Альтернативное определение
Иногда прямоугольный дельтоид определяется как дельтоид с по меньшей мере одним прямым углом. Если имеется только один прямой угол, он должен быть между двумя сторонами равной длины. В этом случае формулы, приведённые выше, не работают.